# Xenogma
Xenogma is een geslacht van mosdiertjes uit de  familie van de Buffonellidae en de orde Cheilostomatida. De wetenschappelijke naam van het geslacht is voor het eerst geldig gepubliceerd in 2014 door Gordon.

## Soorten
- Xenogma rhomboidale (Powell, 1967)
- Xenogma ridleyi (MacGillivray, 1883)